# إيفرقلو
إيفرجلو (هانغل: 에버 글로우 ؛ تُكتب بالإنجليزية: EVERGLOW أو تُكتب كما هو شعارهم "ΣVΣRGLOW") هي فرقة فتيات كورية جنوبية تحت وكالة يويهوا إنترتينمنت (بالإنجليزية: Yuehua Entertainment)، تتكون الفرقة من ستة أعضاء: اييو (بالإنجليزية: E:U)، وآشا (بالإنجليزية: Aisha)، أوندا (بالإنجليزية: Onda)، ميا (بالإنجليزية: Mia)، شيهيون (بالإنجليزية: Sihyeon)، وايرون (بالإنجليزية: Yiren)، ظهرت الفرقة لأول مرة في 18 مارس 2019، مع البوم بعنوان وصول إيفرجلو (بالإنجليزية: Arrival of Everglow)
أعلنت الفرقة عن أسم نادي المُعجبين الخاص بهم في 19 أغسطس 2019، خلال الترويج لعودتهم مع الألبوم HUSH، والأسم هو «Forever/إلى الأبد»، معنى الأسم "For everglow" (موجودين دائما لـ إيفرجلو)، و"Forever" أيضًا لِنبقى معًا إلى الأبد، كما هو موضح في شعار الفرقة، «في المُستقبل سنكون معًا، إلى الأبد مع المُعجبين الذين هم موجودون دائما لأجل إيفرجلو».

## التاريخ

### قبل الترسيم
تنافست العضوة شيهيون في الموسم الأول من مسابقة تلفزيون الواقع على قناة إمنت إنتاج 101 في عام 2016. تم إقصاؤها في المركز الرابع والأربعين ووقعت فيما بعد مع Yuehua Entertainment. عادت شيهيون إلى المنافسة في الموسم الثالث الإنتاج 48 إلى جانب زملائها المتدربين يينا وايرون. بينما أصبحت يينا عضوة في فرقة الفتيات إيزون، تم إقصاء شيهيون وايرون في الحلقة الحادية عشرة، وانتهو في المركزين 27 و28 على التوالي.
اوندا، تحت اسم جو سي ريم، تنافست في مسابقة تلفزيون الواقع إيدول سكول في عام 2017. وتم إقصاؤها في الحلقة الرابعة، وانتهت في المركز 40.
في 17 فبراير 2019، كشفت Yuehua Entertainment أنها تخطط لترسيم فرقة فتيات جديدة تسمى إيفرجلو. وافتتح لهم لاحقًا مقهى المعجبين (facafe)وحساب على إنستغرام 18 فبراير. كشفت الشركة عن أعضاء الفرقة من خلال سلسلة فيديو "Crank in Film" على قناة Stone Music Entertainment على اليوتيوب. تم نشر صور مفهوم إيفرجلو في 8 مارس.

### 2019 إلى الوقت الحاضر: الظهور لأول مرة مع وصول إيفرجلو وHush وReminiscence
في 18 مارس 2019، أصدرت إيفرجلو أول ألبوم فردي لهم بعنوان وصول إيفرجلو، مع الأغنية الرئيسية "Bon Bon Chocolat". شارك في كتابة الأغنية المغنية وكاتبة الأغاني الأمريكية ميلاني فونتانا، التي كتبت من قبل لعدة فرق ومغنيين كوريين جنوبيين، قامت الفرقة بأول ظهور مسرحي لها في 21 مارس في برنامج إم كاونت داون، حظت الفرقة بنجاح تجاري مع إصداراتهم الأولى، ظهر وصول إيفرجلو لأول مرة في المرتبة 6 على مخطط غاون للموسيقى فئة الالبومات، حيث باع أكثر من 17000 نسخة اعتبارًا من يوليو 2019، بينما ظهرت "Bon Bon Chocolat" لأول مرة في المرتبة الخامسة في مخطط مبيعات الأغاني الرقمية العالمية. في 19 أغسطس 2019، أصدرت الفرقة ألبومها الثاني Hush مع الأغنية الرئيسية "Adios". في 24 سبتمبر 2019، فازو إيفرجلو بأول جائزة لهم على The Show.
في 3 فبراير 2020، أصدرت الفرقة أول ألبوم مصغر لهم Reminiscence (ذكريات) مع الأغنية الرئيسية "Dun Dun". في 21 يناير 2020، تم الإعلان عن أن إيفرجلو سيكون لهم جولة عالمية في الولايات المتحدة الأمريكية، بدءًا من دالاس، تكساس في 6 مارس 2020. وستشمل الجولة خمس مدن مختلفة في الولايات المتحدة. وهم دالاس، أتلانتا، شيكاغو، جيرسي سيتي ولوس أنجلوس. ومع ذلك، تم إلغاء اداءهم في لوس أنجلوس الذي تم بيع جميع تذاكره بسبب مخاوف من تفشي الفيروس التاجي.

## العضوات
- اييو (이유)eu
- شيهيون (시현)sihyeon
- ميا (미아)mia
- أوندا (온다)onda
- آشا (아샤)aisha
- ايرون (이런) yiren

## ديسكوغرافيا

### أسطوانة مطولة
| العنوان | التفاصيل                                                                                             | المراتب في المخططات | المراتب في المخططات | المراتب في المخططات | المراتب في المخططات | المبيعات                                                            |
| العنوان | التفاصيل                                                                                             | مخطط غاون للموسيقى  | أوريكون             | بيلبورد اليابان     | تصنيفات بيلبورد     | المبيعات                                                            |
| ------- | --- | ------------------- | ------------------- | ------------------- | ------------------- | ------------------------------------------------------------------- |
| ذكريات  | - الإصدار: 3 فبراير 2020 - الشركة: Yuehua Entertainment - النوع: قرص مضغوط، تحميل رقمي، وسائط متدفقة | 4                   | 48                  | 90                  | 14                  | - كوريا الجنوبية: 27,214 - اليابان: 1,649 - الولايات المتحدة: 1,000 |

### ألبومات فريدة
| العنوان      | التفاصيل                                                                                              | المراتب في المخططات | المبيعات                 |
| العنوان      | التفاصيل                                                                                              | مخطط غاون للموسيقى  | المبيعات                 |
| ------------ | --- | ------------------- | ------------------------ |
| وصول إيفرجلو | - الإصدار: مارس 18, 2019 - الشركة: Yuehua Entertainment - النوع: قرص مضغوط، تحميل رقمي، وسائط متدفقة  | 6                   | - كوريا الجنوبية: 23,311 |
| هش           | - الإصدار: أغسطس 19, 2019 - الشركة: Yuehua Entertainment - النوع: قرص مضغوط، تحميل رقمي، وسائط متدفقة | 5                   | - كوريا الجنوبية: 23,796 |

### أغاني فردية
| العنوان                         | السنة | المرتبة في المخططات | المرتبة في المخططات | المرتبة في المخططات     | المرتبة في المخططات | المبيعات                  | الألبوم      |
| العنوان                         | السنة | مخطط غاون للموسيقى  | كي-بوب هوت 100      | بيلبورد اليابان هوت 100 | تصنيفات بيلبورد     | المبيعات                  | الألبوم      |
| ------------------------------- | ----- | ------------------- | ------------------- | ----------------------- | ------------------- | ------------------------- | ------------ |
| "Bon Bon Chocolat" (봉봉쇼콜라) | 2019  | —                   | —                   | —                       | 5                   | - الولايات المتحدة: 5,000 | وصول إيفرجلو |
| "Adios"                         | 2019  | —                   | 74                  | —                       | 2                   | - الولايات المتحدة: 1,000 | هش           |
| "Dun Dun"                       | 2020  | —                   | 85                  | 61                      | 3                   | - الولايات المتحدة: 1,000 | ذكريات       |

### أغاني أخرى ظهرت في المخططات
| العنوان             | السنة | المرتبة في المخططات | المبيعات                  | الألبوم |
| العنوان             | السنة | تصنيفات بيلبورد     | المبيعات                  | الألبوم |
| ------------------- | ----- | ------------------- | ------------------------- | ------- |
| "Hush"              | 2019  | 8                   | - الولايات المتحدة: 1,000 | هش      |
| "You Don't Know Me" | 2019  | 10                  | —                         | هش      |

## فيلموغرافيا

### برامج واقعية
| السنة | القناة          | العنوان       | الحلقات | ملاحظة                 |
| ----- | --------------- | ------------- | ------- | ---------------------- |
| 2019  | M2 (قناة لإمنت) | Everglow Land | 5       | أول بث كان في أغسطس 13 |

### دراما
| السنة | القناة   | العنوان                  | الدور | Ref.   |
| ----- | -------- | ------------------------ | ----- | ------ |
| 2019  | تي في إن | عندما ينادي الشيطان اسمك | نفسهم | [ 24 ] |

### فيديوهات موسيقية
| السنة | الفيديو الموسيفى                | المخرج (المخرجون)                 | Ref.   |
| ----- | ------------------------------- | --------------------------------- | ------ |
| 2019  | "Bon Bon Chocolat" (봉봉쇼콜라) | Beomjin (VM Project Architecture) | [ 25 ] |
| 2019  | "Adios"                         | Woogie Kim (GDW)                  | [ 26 ] |
| 2020  | "Dun Dun"                       | Woogie Kim (GDW)                  | [ 27 ] |

## حفلات

### جولات موسيقية
- إيفرجلو: جولة أبدية في الولايات المتحدة الأمريكية (2020)

## روابط خارجية
- إيفرقلو على موقع ميوزك برينز (الإنجليزية)
- إيفرقلو على موقع ديسكوغز (الإنجليزية)

## هوامش
1. ↑  "Dun Dun" did not enter the Gaon Digital Chart, but appeared at number 63 on the component Download chart.[22]